# Coupe du monde de la FIFA : Afrique du Sud 2010 (jeu vidéo)
 (juillet 2017).
Si vous disposez d'ouvrages ou d'articles de référence ou si vous connaissez des sites web de qualité traitant du thème abordé ici, merci de compléter l'article en donnant les références utiles à sa vérifiabilité et en les liant à la section « Notes et références ».
Coupe du monde de la FIFA : Afrique du Sud 2010 est un jeu vidéo de football développé et édité par Electronic Arts en 2010.
Le jeu a été officiellement annoncé le 26 janvier 2010 par Simon Humber. Les 199 équipes nationales ayant pris part aux qualifications de la Coupe du monde de la FIFA 2010 sont modélisées dans le jeu.
Le jeu permet de disputer toute une coupe du monde, depuis les éliminatoires jusqu'à la phase finale. Il existe plusieurs modes dans le jeu : Coup d'envoi, Coupe du monde de la FIFA 2010, Deviens capitaine, En route pour la  qualification, Coupe du monde la FIFA en ligne, Séance de tirs  au but, Terrain d'entraînement, Ma coupe du monde de la FIFA 2010, Boutique coupe du monde de la FIFA 2010.
Il est possible de jouer jusqu'à quatre joueurs ensemble ou une équipe contre l'autre sur la même console .

## Système de jeu
Dans le mode Coupe du monde du jeu, le joueur doit qualifier son équipe par le biais d'éliminatoires. Il y a les matchs allers et retours comme en réelle situation. Après l'équipe qualifiée, Le joueur est appelé à visionner le tirage des groupes de la Coupe du monde. Pour finir, il doit garder 23 joueurs de sa sélection sur la quarantaine de joueurs proposés, Il peut aussi voir les sélections adverses.

## Bande-son
Hervé Mathoux et Franck Sauzée sont les commentateurs de la version française du jeu.
Les artistes et chansons suivantes sont présentes dans le jeu :
- Baaba Maal - International
- Babatunde Olatunji - Kiyakiya
- Basement Jaxx feat. Santigold - Saga
- Buraka Som Sistema - Restless
- Buscemi feat. Lady Cath - Dipso Calypso
- Fedde Le Grand feat. The Stereo MCs - Wild & Raw
- Florence + The Machine - Drumming Song
- Fool's Gold - The World Is All There Is
- Future Sound Of London - Papua New Guinea
- Gang Of Instrumentals - Oh Yeah
- John Forté - Your Side
- Jonathan Boulet - Ones Who Fly Twos Who Die
- Kid British - Winner
- K'naan - Wavin' Flag - Coca-Cola Celebration
- Last Rhythm - Last Rhythm
- Latin Bitman - The Instrumento
- Marisa Monte - Não É Proibido
- Michael Franti & Spearhead feat. Cherine Anderson - Say Hey (I Love You)
- MIDIval PunditZ - Atomizer (Pathaan's Dhol Mix)
- Miike Snow - In Search Of
- Nas & Damian Marley - Strong Will Continue
- Rocky Dawuni - Africa Soccer Fever
- Rox - Rocksteady
- Sia - Bring Night
- Sergio Mendes - Emorio
- The Kenneth Bager Experience ft the Hellerup Cool School Choir - Fragment Eight
- The Very Best ft. Ezra Koenig - Warm Heart Of Africa
- White Rabbits - Percussion Gun

On peut également ajouter ses musiques personnelles dans le jeu via EA Trax.